# Raúl Quiroga
Raúl Nicolas Quiroga (26 gennaio 1962) è un dirigente sportivo, allenatore di pallavolo ed ex pallavolista argentino, di ruolo schiacciatore, dirigente del Club de Amigos.
Suo nipote Rodrigo e anch'egli pallavolista.

## Carriera

### Giocatore
Inizia la sua carriera agonistica in patria, nel 1977, tra le file dell'Obras Sanitarias. Nel 1983 approda in Italia, nella Serie A1, ingaggiato dal Grande di Asti, mentre nel biennio successivo veste la maglia della Panini di Modena.
Dopo un breve ritorno in Argentina, torna a Modena dove milita per un'altra stagione prima di passare a difendere, nel successivo triennio, i colori della Gabeca di Montichiari. Viene quindi ingaggiato dal Treviso con cui disputa il campionato 1991-92. L'annata successiva, l'ultima in Italia, la trascorre nella Marconi di Spoleto. Termina la carriera in patria con il Club de Amigos.
Con la nazionale argentina ha preso parte a due Olimpiadi e vinto una medaglia di bronzo nell'edizione di Seul 1988.

## Palmarès

### Giocatore

#### Club
- Campionato italiano: 2

Panini: 1985-86, 1987-88
- Coppa Italia: 3

Panini: 1984-85, 1985-86, 1987-88
- Coppa delle Coppe: 1

Panini: 1985-86
Gabeca Montichiari: 1990-91
- Challenge Cup: 1

Panini: 1984-85